# Live on Maxwell Street — 1964
 Live on Maxwell Street — 1964 —  студийный альбом Роберт Найтхока и его группы Robert Nighthawk And His Flames Of Rhythm, выпущенный в 1979 году. Лауреат 1st National Blues Music Awards 1980 года в номинации «Перевыпущенный альбом» .

## Об альбоме
Альбом был записан в сентябре 1964 года во время выступления Роберт Найтхока с его группой Robert Nighthawk And His Flames Of Rhythm и харпером Кэри Беллом  на Максвелл-стрит в Чикаго. На этой улице в то время был рынок, где блюзовые музыканты выступали за чаевые. Запись этого уличного выступления состоялась для съёмок документального фильма Майка Ши «And This Is Free: The Life and Times of Chicago’s Legendary Maxwell St.» вышедшего в 1965 году. Rounder Records в 1979 году приобрела кассеты у Нормана Дайрона, звукооператора и партнёра Майка Ши и выпустил альбом на LP. Несколько лет спустя свои версии этого альбома выпустили P-Vine Special и Rooster Blues, которые были сделаны уже на основе оригинальных записей. Все треки альбома принадлежат Найтхоку; на последнем треке, записанном на отдельной сессии в квартире в Чикаго, Найтхок разговаривает с Майком Блумфилдом и демонстрирует некоторые гитарные приёмы .
Rounder Records сильно переработала пластинку в сравнении с оригинальной записью и неверно указала исходные данные, включая даже названия песен. Сами выступления были отредактированы: по неизвестным причинам были вырезаны все партии, которые были исполнены гитаристом Майком Блумфилдом (не указан на конверте); часть песен не была выпущена. В 1999 году оригинальная запись была переиздана на P-Vine Special в Японии, и оказалось что в записи помимо отмеченных на издании 1977 года музыкантов, принимали участие Майк Блумфилд, Джонни Янг, Дж. Б. Ленойр, Биг Джон Вранчер, Блайнд Арвелла Грей, Биг Моджо Элем, Джеймс Брюер, Кэрри Робинсон и Литтл Артур Кинг .
Тем не менее, альбом по выходе получил отличную критику. Он был признан лучшим перевыпущенным альбомом по версии Blues Music Awards. Критик Rolling Stone Грейл Маркус оценил его как один из 10 лучших рок-н-ролльных альбомов 1980 года .
«Роберт Найтхок славился величественным, меланхоличным настроением своих записей и плавной точностью своей слайд-гитарной работы. Концертный альбом, запечатлевший эти качества, был бы замечательным сам по себе, но Live on Maxwell Street-1964 заставил слушателей благоговеть перед грубой силой Найтхока и его группы…Слайд-гитарные пьесы — это просто шедевр, но Найтхок также демонстрирует хард-роковую сторону своего репертуара, к которому присоединился Кэри Белл в некоторых композициях» .
«Каждый из 13 треков [13 в переизданиях] — это настоящее наслаждение для любого любителя блюза, множество сложных фраз и смешанных стилей, которые исполняются с полным контролем…[В записи] иногда просачивается шум улицы, вы можете услышать автомобильный гудок, и вы можете почувствовать, как энергия передается туда и обратно от музыканта к публике»

## Список композиций
Все песни на альбоме указаны как авторства Роберт Найтхока под псевдонимом Роберт Макколлум. Вместе с тем, автором многих являются другие музыканты, указан реальный автор.
| №  | Название              | Длительность |
| -- | --------------------- | ------------ |
| 1. | «Goin' Down To Eli's» | 4:50         |
| 2. | «Mr. Bell's Shuffle»  | 1:33         |
| 3. | «The Time Have Come»  | 5:04         |
| 4. | «Yakity Yak»          | 3:40         |
| 5. | «Nighthawk Shuffle»   | 1:45         |

| №   | Название                              | Автор(ы)               | Длительность |
| --- | ------------------------------------- | ---------------------- | ------------ |
| 6.  | «Take It Easy Baby»                   | Сонни Бой Уильямсон II | 3:53         |
| 7.  | «Maxwell Street Medley»               | Кэри Белл              | 6:47         |
| 8.  | «Burning Heat»                        |                        | 2:17         |
| 9.  | «I Need Love So Bad»                  | Литтл Джуниор Паркер   | 5:16         |
| 10. | «Excerpts From Interview/Kansas City» |                        | 2:31         |

### Список композиций на переиздании
1. Cheating And Lying Blues
2. Juke Medley
3. The Time Have Come
4. Honey Hush
5. I Need Your Love So Bad
6. Take It Easy Baby
7. Anne Lee/Sweet Black Angel
8. Big World Blues
9. Maxwell Street Jam
10. I Got News For You
11. All I Want For Breakfast/Them Kind Of People
12. Mama Talk To Your Daughter
13. The Real McCoy
14. Interview

## Участники записи
- Роберт Найтхок  — гитара, слайд-гитара, вокал
- Джонни Янг — ритм-гитара
- Роберт Уайтхед — ударные
- Кэри Белл  — губная гармоника, бас-гитара (А5)

Производство
- Питер Гуральник — продюсер, аннотация на обложке
- Скотт Биллингтон — продюсер, оформление конверта
- Норман Дайрон  — звукооператор
- Джон Наги - микширование
- Рэй Флерэйдж, Валери Уилмер — фотография